# Propaganda en Rusia

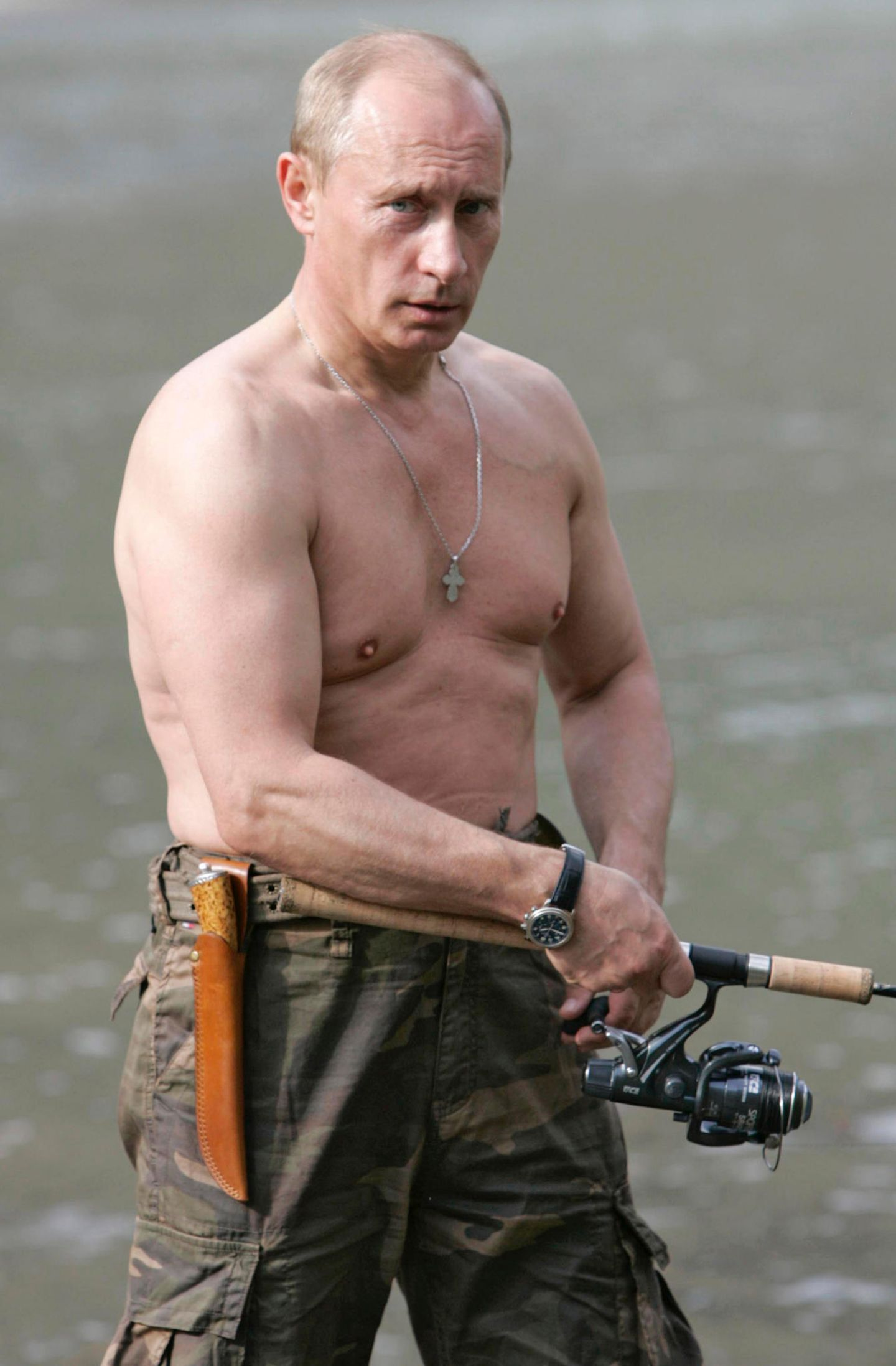
Vladímir Putin pescando en Tuvá en agosto de 2009. Las fotografías sin camisa de Putin han sido descritas como una forma de propaganda.

La propaganda en Rusia es la propaganda que promueve puntos de vista, percepciones o agendas del gobierno de la Federación de Rusia. Los medios incluyen medios estatales y tecnologías en línea, y pueden implicar el uso de «medidas activas» al estilo soviético como un elemento de «guerra política» de la Rusia moderna. En varias ocasiones el gobierno ha extendido desinformación con motivos políticos. La propaganda rusa contemporánea se centra en promover un culto a la personalidad en torno a Vladímir Putin y el gobierno ruso también ha sido muy activo en los debates sobre la historia soviética. Rusia ha establecido una serie de organizaciones como la Comisión presidencial de la Federación Rusa para contrarrestar los intentos de falsificar la historia en detrimento de los intereses de Rusia, las brigadas web rusas y otros medios que se dedican a la propaganda política para promover las opiniones del gobierno de Putin.

## Relaciones públicas globales patrocinadas por el estado
Poco después de la masacre de la escuela de Beslán en septiembre de 2004, Putin mejoró un programa patrocinado por el Kremlin destinado a «mejorar la imagen de Rusia» en el extranjero. Uno de los principales proyectos del programa fue la creación en 2005 de Russia Today (conocido como RT), un canal de noticias de televisión en diferentes idiomas que ofrece cobertura de noticias las veinticuatro horas. Para su presupuesto inicial, se asignaron 30 millones de dólares de fondos públicos. Un artículo de CBS News sobre el lanzamiento de Russia Today citó a Boris Kagarlitsky diciendo que era «en gran medida una continuación de los antiguos servicios de propaganda soviéticos».
El viceministro de Relaciones Exteriores de Rusia, Grigori Karasin, dijo en agosto de 2008, en el contexto del conflicto entre Rusia y Georgia: «Los medios occidentales son una máquina bien organizada, que solo muestra las imágenes que encajan bien con sus pensamientos. Nos resulta muy difícil expresar nuestra opinión en las páginas de sus periódicos». En junio de 2007, el periódico Védomosti informó que el Kremlin había estado intensificando sus actividades oficiales de cabildeo en Estados Unidos desde 2003, entre otras cosas contratando empresas como Hannaford Enterprises y Ketchum.
Pascal Bonnamour, jefe del departamento europeo de Reporteros Sin Fronteras, calificó a la red recientemente anunciada [RT] como «otro paso del estado para controlar la información». En 2009, Luke Harding (entonces corresponsal en Moscú) de The Guardian describió la publicidad de RT campaña en el Reino Unido como un "intento ambicioso de crear un nuevo imperio propagandístico global postsoviético". Según Lev Gudkov, director del Centro Levada, la organización de encuestas más respetada de Rusia. La propaganda rusa de Putin es «agresiva y engañosa ... peor que cualquier cosa que haya presenciado en la Unión Soviética».
De acuerdo con CBS News, RT es un instrumento de propaganda para alcanzar los objetivos de Putin. The New York Times lo calificó como una poderosa arma rusa difusora de noticias falsas y lo comparó con la KGB. Son muy hábiles en generar contenido viral que aparenta ser noticioso, pero siempre con intenciones políticas para manipular la opinión pública. El peso de RT en español es mucho mayor que en inglés, lo que implica el papel de América Latina en su estrategia. Jonathan Bright, investigador en el Oxford Internet Institute mencionó lo siguiente: «...En redes, además, funciona mejor el contenido polémico, emocional, divertido, algo que otros medios solo pueden ofrecer de vez en cuando. Los medios estatales parecen haber entendido mejor ese juego.»
Tras la anexión de Crimea por Rusia en 2014, la OTAN notó un aumento significativo de la propaganda rusa. En febrero de 2017, el sitio web de noticias ruso Life.ru publicó una grabación de audio fabricada del secretario de la OTAN, Jens Stoltenberg, supuestamente interactuando con el presidente ucraniano, Petró Poroshenko. Después se reveló que la supuesta voz de Poroshenko solo eran bromistas rusos. Rusia ha sido acusada de comparar a los combatientes nacionalistas ucranianos en Donetsk con miembros de ISIS. El intelectual Nikolái Kozhánov ha afirmado que Rusia ha utilizado la propaganda para transmitir mensajes nacionalistas y pro-Assad durante la Guerra Civil Siria. Kozhánov afirma que Rusia ha hecho un esfuerzo a través de la propaganda para pintar a Rusia y Siria como una fuerza estable «en la lucha contra la inestabilidad causada por los estadounidenses y el terrorismo apoyado por los socios regionales de Estados Unidos».

### Críticas y conflictos en contra de las televisoras estatales rusas
La cadena rusa RT recientemente ha sido objeto de varias investigaciones por su papel en campañas de desestabilización en procesos e instituciones democráticas, ha sido blanco de señalamientos sobre bulos y notas amarillistas. Así como de actividades propagandísticas a favor del gobierno de Rusia. Rusia insiste en que RT solo es otra cadena global como la BBC o France 24, pero una que ofrece «puntos de vista alternativos» a los de los medios de comunicación de países occidentales.
A diferencia de RT con su Gobierno, la televisora anglosajona BBC ha martilleado sin cesar al gobierno británico por el proceso del Brexit, criticó la participación británica en la guerra de Irak y distintos primeros ministros británicos se han quejado de que la televisión pública británica tiene un sesgo antigobierno. Por contra, el presidente ruso, Vladímir Putin, convoca periódicamente a los jefes editoriales de los medios estatales para coordinar la manera de difundir su propaganda. La editora jefe de RT es Margarita Simonián, cercana a Putin. Simonián ha dicho en entrevistas que RT es un «arma de información» y que su función es hacer crecer su audiencia en tiempos de paz para hacer uso de ella en tiempos de guerra.
Durante las elecciones presidenciales rusas del año 2018, el evento político más importante de su propio país, apenas se hablaba de política rusa en RT, aunque sí se cubrían temas sobre la sociedad, cultura y deportes rusos. Los portavoces de RT suelen decir que a sus espectadores no les suele interesar la política rusa.
En el año 2017, Eric Schmidt, expresidente de Alphabet, informó que se aplicarían medidas más severas a Sputnik y Russia Today. Tomarían medidas contra la propaganda rusa que se aprovecha de su sistema. Schmidt aseguró: «Somos conscientes del problema y estamos trabajando para detectar cómo bajar la valoración de este tipo de medios [en los resultados de búsqueda]. Básicamente son Russia Today y Sputnik. Estamos alertados y buscando una solución para prevenir que sigan así».

## Uso de las redes sociales
Rusia ha sido acusada de utilizar plataformas de redes sociales para difundir mensajes de propaganda a una audiencia global mediante la difusión de noticias falsas, así como la publicación de anuncios y la creación de movimientos pseudoactivistas. La popularidad de Sputnik en las redes sociales y su uso de titulares de clickbait virales ha llevado a que la revista Foreign Policy lo describa como «el BuzzFeed de la propaganda». 
Un grupo de parlamentarios de Rusia Unida, el partido del Gobierno, ha presentado este jueves un proyecto de ley para restringir el acceso en el país euroasiático a Facebook, Twitter y YouTube si se considera que «censuran» a los medios estatales rusos. Una represalia a algunos gigantes de Internet estadounidenses que desde hace varios meses añaden a determinados medios rusos y personas cercanas al Kremlin la etiqueta de «afiliadas al estado» y que, dentro de su campaña de lucha contra la desinformación y la propaganda, también dejaron de publicar anuncios de medios estatales y publicidad política. Ese etiquetado o advertencia «vulnera» el derecho a la información de la ciudadanía rusa, dice el texto legal, que también habla de «discriminación» contra los materiales de los medios gubernamentales rusos.
Más precisamente en Facebook y Twitter se ha detectado el uso de cuentas falsas para promover la antiinmigración y xenofobia en contra de la comunidad latina y musulmana en Estados Unidos. Facebook reconoció que había cerrado las cuentas después de relacionarlas con publicidad con un costo de 100.000 dólares comprada como parte de la campaña rusa de influencia durante las elecciones. Cuentas no auténticas y páginas que violan las políticas de Facebook se vincularon con Rusia y se eliminaron; habían comprado cerca de 3000 anuncios entre junio de 2015 y mayo de 2017. Por su parte, en Twitter había más de 36.000 cuentas de bots rusos tuiteando sobre las elecciones, hicieron 1,4 millones de tuits que vieron 288 millones de personas.

### Supuesta injerencia rusa en las elecciones de Estados Unidos en 2016
Se alega que Rusia utilizó tácticas como la creación de cuentas fraudulentas en las redes sociales, la organización de mítines políticos y anuncios políticos en línea en un esfuerzo por ayudar al candidato presidencial republicano Donald Trump a ganar las elecciones. Los altos ejecutivos de las plataformas de redes sociales estadounidenses hicieron un esfuerzo para contrarrestar la supuesta propaganda rusa eliminando cuentas automatizadas y alertando a los usuarios sobre la presencia de supuesta información errónea en sus plataformas e interacciones que los usuarios pueden haber tenido. En enero de 2017, Twitter estimó que aproximadamente 677.000 usuarios habían «interactuado con propaganda rusa o bots durante la campaña de 2016». Tres semanas después, los funcionarios de Twitter dijeron que es probable que más de 1,4 millones de usuarios estuvieran expuestos al contenido de estas cuentas.
Neera Tanden, funcionaria de Biden para la dirección de la Oficina de Administración y Presupuesto mencionó que Hillary Clinton perdió las elecciones estadounidenses de 2016 ante el republicano Donald Trump por la intervención de piratas informáticos rusos.
En septiembre de 2020, Putin propuso a Estados Unidos intercambiar promesas de «no injerencia» y cooperar en materia de tecnologías para promover un pacto de no agresión cibernética.  Expresó su deseo de que, pese a las diferencias, ambos países puedan cooperar para resolver muchos problemas que enfrenta el mundo. Dijo que Rusia y Estados Unidos tienen una responsabilidad especial en la seguridad y estabilidad globales. Sin embargo, los expertos rusos consideran que la llegada de Biden al poder no mejorará la relaciones entre Moscú y Washington, que se encuentran en su peor momento desde la Guerra Fría.
Tras la invasión rusa de Ucrania, en febrero de 2023, el jefe del Grupo Wagner, Yevgueni Prigozhin, confirmó que creó la Agencia de Investigación de Internet, comúnmente llamada la 'granja de troles', para interferir en las elecciones de Estados Unidos, hecho que estuvo negando durante diez años.

## Propaganda homófoba contra la libertad sexual
Si bien la homosexualidad fue despenalizada en 1993, aún quedan muchas ideologías opuestas en la actualidad. La principal es la «Ley de la propaganda anti-gay», una ley promulgada en 2013 que prohíbe que se emita propaganda sobre «relaciones sexuales no tradicionales» con la intención de proteger a los menores de edad. Inclusive se sancionarán con multas de cerca de 12.000 euros. Si bien ha sido despenalizada en esta antigua república soviética, en muchos países postsoviéticos la homosexualidad es penalizada en nombre de la moral y la familia tradicional. Boris Dittrich, director del área de activismo de la ONG Human Rights Watch, opina que «no es una buena ley porque dificulta a las organizaciones LGBT hacer llegar sus mensajes al público». Como consecuencia de esta legislación, muchas páginas web que brindaban información sobre la homosexualidad, la identidad de género y otras temáticas relacionadas con el movimiento LGBT fueron bloqueadas.
La ley sobre «propaganda gay», que formalmente recibe el nombre de «ley para la protección de niños y niñas frente a la información que promueva la falta de valores familiares tradicionales», prohíbe la «promoción entre menores de las relaciones sexuales no tradicionales», una referencia que universalmente se interpreta que implica la prohibición de brindar a niños y niñas acceso a información sobre la vida de las personas LGBT. La prohibición incluye, sin carácter restrictivo, información brindada mediante la prensa, la televisión, la radio e Internet. También se ha usado para clausurar servicios en línea de información y derivaciones de salud mental para niños y niñas, así como para disuadir a grupos de apoyo y profesionales de la salud mental de trabajar con niños. Asimismo profundiza la aversión hacia las personas LGBT, y tiene un efecto amedrentador para los profesionales de la salud mental que trabajan con jóvenes LGBT.